# Radio Mallorca
Radio Mallorca es una emisora de radio de la Cadena SER en Palma de Mallorca (España). Inició sus emisiones en 1933, siendo la decana de la radio en las Islas Baleares.

## Historia
Radio Mallorca fue creada por los hermanos José y Onofre Fuster, ambos oficiales de Telégrafos y radioaficionados. Tras serle concedida la licencia, con el indicativo EAJ-13 (que había pertenecido a la desaparecida Radio Catalana), inició sus emisiones en pruebas el 30 de septiembre de 1933 y el 10 de noviembre de ese año fue oficialmente inaugurada. Su primera sede estaba en el número 12 de la calle de la Pau, en la propia residencia de los hermanos Fuster. Su potencia era de 20 vatios y su programación original era esencialmente musical.
El 19 de julio de 1936, coincidiendo con el inicio de la guerra civil española, la emisora fue ocupada por los militares sublevados. De este modo, durante la contienda bélica Radio Mallorca se convirtió en un importante medio de propaganda del bando nacional en Baleares.
Tras la Guerra, en 1943, la emisora pasó a formar parte de la Sociedad Española de Radiodifusión (SER), que controlaba una participación mayoritaria (55%). La familia Fuster, que se quedó con el 45% restante, siguió al frente de la emisora. Con su entrada en la SER, Radio Mallorca pasó a emitir gran parte de la programación de esta cadena, incluyendo espacios emblemáticos como Carrusel Deportivo o Operación Plus Ultra. Las horas de desconexión para programación local estaban a cargo de locutores como Francisca Pomar, Margalida Compte, Lamberto Cortés o Joan Riera.
A partir de los años cincuenta Radio Mallorca, que tenía el monopolio de emisión en la isla desde su creación, vio el nacimiento de nuevas estaciones como las emisoras de Radio Juventud en Felanich e Inca y, sobre todo, la creación en 1959 de Radio Popular, de la Cadena COPE, que se convertiría en su principal competidora.
También en 1959 falleció José Fuster, que había dirigido la emisora desde su creación. Fue substituido en el cargo por su hermano Onofre que, a su vez, fue sucedido en 1972 por su hijo Cayetano. En 1978, con Cayetano Fuster al frente de la emisora, dejó la histórica sede en la calle de la Pau para trasladarse a unos nuevos estudios en Son Moix Negre.
En 1989, con la entrada del Grupo Prisa en el accionariado de la Cadena SER se produjo la absorción total de Radio Mallorca, lo que provocó la salida de la familia Fuster, tras casi seis décadas al frente de la emisora. En 1996 Radio Mallorca inició las emisiones simultáneas en FM utilizando la frecuencia que había pertenecido a Sinfo Radio - Antena 3 (103.2 FM). Inicialmente la emisora en FM usaba el distintivo Radio Mallorca 2.
En 2005 trasladó sus estudios del Camí Son Moix a su sede actual en el número 35 de la calle Rector Bartomeu Martorell, en el barrio de Son Xigala.

## Directores
Los directores de Radio Mallorca a lo largo de su historia han sido:
| Período   | Director                       |
| --------- | ------------------------------ |
| 1933-1959 | José Fuster Fuster             |
| 1959-1972 | Onofre Fuster Fuster           |
| 1972-1989 | Cayetano Fuster Aguiló         |
| 1989-1992 | Carlos Vergara                 |
| 1992-1994 | Jesús Boyero                   |
| 1994-2006 | Javier Hernando                |
| 2006-2009 | Miguel Ángel Pascual Amorrosta |
| 2009-???? | Josep Roquer Zaragoza          |

## Frecuencias
| Emisora                              | Frecuencia |
| Radio Mallorca (onda media)          | 1080 AM    |
| Radio Mallorca (frecuencia modulada) | 103.2 FM   |
| LOS40 Classic                        | 102.3 FM   |
| Los 40                               | 94.1 FM    |
| Cadena Dial                          | 98.4 FM    |
| Radiolé                              | - FM       |
| SER+                                 | 96.1 FM    |